# Хунгве (племя)
Хунгве (англ. Hungwe) — племя (клан), обитающее в Южной Африке и считающееся первым банту-говорящим населением современного Зимбабве. Также известно под именами Часура, Маоко Мави, Варидзи Воньика, Ваера, Денга и Ньони. Тотемным символом хунгве считается Птица Зимбабве.

## История
Мифический предок хунгве Немато происходил из области нижнего Замбези в настоящее время известной как Замбия. Немато был отцом Сакунары и Часуры. Из потомков Сакунара и Часура выросло племя хунгве. До того как хунгве переселились на территорию современного Зимбабве, там жили Койсанские народы. Около 1600 года хунгве перешли Забези и распространились по южной части Зимбабве.

## Современное положение
В наше время племя хунгве нельзя отнести к единой племенной группе, поскольку на протяжении веков они вступали в смешанные браки и ассимилировались с другими племенами. Сегодня люди хунгве классифицируются по таким основным племенным и языковым группам: каранга (хунгве, шири), каланга (ниони), ндебеле (ниони), ндау (мутиси), намбия и тонга (ниони).
Потомки племени хунгве сегодня географически сосредоточены в районах Сомабхула, Филабуси, Мберенгва и Гванда, где они говорят на языке ндебеле. В районах Масвинго, Шуругви и Звишаване, они говорят на диалекте чикаранга. В районах Булили и Мангве, говорят на диалекте чикаланга, В районах долины Замбези, в Хванге, Бинга и Данде, говорят на диалектах чинамбия и читонга. В районах Чипинге и Чиманимани на востоке Зимбабве, говорят на диалекте чиндау. Считается, что за пределами Зимбабве потомки хунгве встречаются среди племени бавенда в ЮАР, бакаланга в Ботсване, батонга в Замбии и вандау в Маньике и Шангаане в Мозамбике.